# لوئیس کروسادو
لوئیس کروسادو (اسپانیایی: Luis Cruzado‎؛ ۶ ژوئیه ۱۹۴۱ – ۱۴ فوریهٔ ۲۰۱۳) بازیکن و مربی فوتبال اهل پرو بود.
از باشگاه‌هایی که در آن بازی کرده‌است می‌توان به باشگاه فوتبال اونیورسیتاریو ده دپورتس اشاره کرد.
وی همچنین در تیم ملی فوتبال پرو بازی کرده‌است.